# Gare de Dardilly-le-Jubin
Ne doit pas être confondu avec Gare de Dardilly-les-Mouilles.
La gare de Dardilly-le-Jubin est une gare ferroviaire française située sur la commune de Dardilly dans la métropole de Lyon et la région Auvergne-Rhône-Alpes.

## Situation ferroviaire
La gare est située sur la ligne de Paray-le-Monial à Givors-Canal, entre la gare de Dommartin - Lissieu au nord et celle de Dardilly-les-Mouilles au sud.

## Histoire
À partir de juillet 2022, la gare est fermée à la circulation en raison de travaux de rénovation de la ligne entre Tassin et Lozanne et est desservie par un service d'autocars de substitution. Le trafic ferroviaire reprend à compter du 6 novembre 2023.

## Service des voyageurs

### Accueil
Halte SNCF, c'est un point d'arrêt non géré (PANG) à entrée libre. Elle est accessible à pied et dispose d'un parking. 

### Dessertes
Dardilly-le-Jubin est desservie par des trains du réseau TER Auvergne-Rhône-Alpes (ligne Lozanne - Tassin).